# Saint-Didier-des-Bois
Saint-Didier-des-Bois è un comune francese di 850 abitanti situato nel dipartimento dell'Eure nella regione della Normandia.

## Società

### Evoluzione demografica
Abitanti censiti